# Шавло
Шавло (фр. Chavelot) насеље је и општина у североисточној Француској у региону Лорена, у департману Вогези која припада префектури Епинал.
По подацима из 2011. године у општини је живело 1489 становника, а густина насељености је износила 241,72 становника/km². Општина се простире на површини од 6,16 km². Налази се на средњој надморској висини од 310 метара (максималној 355 m, а минималној 306 m).

## Демографија
| 1962. | 1968. | 1975. | 1982. | 1990. | 1999. | 2011. |
| ----- | ----- | ----- | ----- | ----- | ----- | ----- |
| 1.160 | 1.234 | 1.178 | 1.501 | 1.620 | 1.480 | 1.489 |

График промене броја становника у току последњих година